# Paljor Jigme Namseling
Paljor Jigme Namseling (tibétain : དཔལ་འབྱོར་འཇིགས་མེད་རྣམ་སྲས་གླིང, Wylie : dpal 'byor 'jigs med rnam sras gling, aussi écrit Paljor Jigme Namling 1907, Tibet - 1973, Sikkim, Inde) est un homme politique  tibétain ministre des finances du Gouvernement tibétain.

## Biographie
Paljor Jigme Namseling est un fonctionnaire laïc du 4e rang. 
Il est entré au service du gouvernement tibétain en 1925. Il est dzongpön à Dakpo, et accompagne l'officier politique au Sikkim en tant qu'officier chargé des transports de Lhassa à Gyantsé après son retour de mission en 1932. Il promu depön en 1936 et est envoyé au Kham. De retour à Lhassa en 1940, il est nommé chidzong (dzongpön) de Shigatsé en 1941. Il est nommé tsipön (ministre des finances) en décembre 1946.
Selon Claude Arpi, Namseling dresse une liste détaillée des agents chinois à Lhassa pendant plus d'un an pour préparer l'expulsion de Chinois du Tibet en 1949. La mission chinoise n'avait en effet plus de relations avec le gouvernement nationaliste et n'était pas accréditée auprès du nouveau gouvernement communiste à Pékin. De façon remarquable, le secret n'avait pas été divulgué par le bureau des ministres tibétains, et la mission indienne fut informée du fait accompli. Richardson commentera plus tard : « C'était une surprise complète pour la Mission indienne ». 
En octobre 1958, Namseling est envoyé dans le Lhoka au sud du Tibet à la tête d'une délégation de 5 personnes pour négocier avec les Khampas, combattants de la résistance tibétaine. Namseling avait reçu le chef de la résistance Angdrutsang Gompo Tashi fréquemment chez lui. Cependant, Namseling et les 4 délégués ont finalement rejoint les insurgés dans leur lutte.  Namseling participe à la protection du 14e dalaï-lama, à qui il apprend le bombardement de Lhassa, lors de son passage du Tibet en Inde lors de son évasion de 1959. Namseling se rend ensuite au Sikkim.
A Kalimpong, Namseling est préoccupé du sort de sa famille à Lhassa. Il apprend que sa femme a donné naissance à leur sixième enfant, Tendol. Son épouse a été condamnée à dix ans de prison parce que Namseling avait tenté de faire parvenir de l'argent à la famille depuis le Sikkim. 
Namseling est mort au Sikkim en 1973.

## Famille
Tenzin Norbu Namseling, le 6e Khado Rinpoché, est le fils de Namseling.
Tendol Namling est sa fille cadette,. 

## Ouvrages
- (bo) Paljor Jigme Namling (rNam gling dPal ‘byor ‘Jig med), Mi tshe’i lo rgyus dang ‘bril yod sna tshogs [My Life History and Other Stories] (Dharamsala, India: Library of Tibetan Works and Archives, 1998)
- (bo) Gzhon nu ya rabs bzang poui lam du jung pai baslab kya dang sngar byun gtam, 2014